# Anya
Aña es una localidad española del municipio de Artesa de Segre, perteneciente a la provincia de Lérida, en la comunidad autónoma de Cataluña.

## Toponimia
El topónimo del lugar puede encontrarse referido con las grafías Aña y Anya.

## Historia
A mediados del siglo XIX, el lugar formaba parte del ayuntamiento de Aña y Agregados, que tenía contabilizada una población de 220 habitantes. Aparece descrito en el segundo volumen del Diccionario geográfico-estadístico-histórico de España y sus posesiones de Ultramar de Pascual Madoz de la siguiente manera: 

AÑA: l. de la prov. y adm. de rent. de Lérida (7 1/2 leg.) part. jud. de Balaguer (4), aud. terr. y c. g. de Cataluña (Barcelona 20 1/2), arciprestazgo de Ager (6), sit. á la márg. izq del r. Segre en una altura donde le combaten principalmente los vientos del O, y goza de cielo alegre, despejada atmósfera y clima bastante sano, aunque á las veces suelen aparecer algunas calenturas tercianarias y catarrales. Si bien este pueblo y sus agregados formaban antes parte de la baronia de Mongastre, desde 1812 se dividió esta por real decision en dos ayunt., constituyendo uno el espresado Mongastre con sus agregados, y el otro la pobl. de que se trata con los suyos de Montargull (2/3 de leg.), la ald. de Vallebrerola (igual dist.), y la parr. de Bedreña (1/2); de suerte que todas estas pobl. pueden reputarse como una sola, y por tal las considera la diputación provincial, designándolas con el nombre de Aña y Agregados, á escepcion del térm. que cada una conserva propio y separado del de las demas. Tiene Aña 20 casas de regular altura distribuidas en varias calles cómodas y bien empedradas, una plaza, una igl. parr. dedicada á la Asuncion de Ntra. Sra. y servida por un cura párroco, cuya vacante provee el arcipreste previa oposicion en concurso general, y una ermita titulada de Ntra. Sra. de la Ribera, la cual existe á 1/4 de leg. hacia el N. del pueblo. Confina el térm. por el N. con el de Montargull (2/3 de leg.), por el E. con el de Torreblanca (1/4), por el S., mediando el Segre, con los de Vilves y Cofret (400 pasos), y por O. con los de Villebrera y Alentorn (1/3). El terreno participa de monte y llano; el primero con escaso arbolado, ofrece únicamente algunas tierras de cultivo de inferior calidad y buenos pastos para el ganado; la parte llana, aunque con poco riego, es bastante productiva, especialmente una pequeña huerta fertilizada con las aguas del mencionado Segre, sirviendo para el uso doméstico de los vec. las puras y saludables de varias fuentes, que brotan en distintos puntos del térm. Los caminos son locales, de herradura y se hallan en buen estado, incluso el que conduce á Tremp. La correspondencia la recibe cada interesado en la carteria de Alentorn: prod. trigo, mucho centeno, cebada, avena, legumbres, patatas, aceite, vino y bellota: cria ganado de cerda, lanar y cabrio en corta cantidad: hay caza de liebres, conejos y perdices, con multitud de palomas montaraces llamadas en el pais tudons; y pesca de anguilas, barbos, y truchas en el r.: pobl. de todo el distr. municipal 44 vec. 220 alm.: contr.: 2,000 rs., ascendiendo el presupuesto á 550 rs., que se cubre por reparto entre los vecinos.
(Madoz, 1845, p. 350)

El municipio de Anya desapareció en 1966, al ser incorporado al de Artesa de Segre.

## Demografía
| Gráfica de evolución demográfica de Aña entre 1842 y 1960 |
| |
| Población de derecho según los censos de población del INE Población de hecho según los censos de población del INEEn este censo se denominaba Añá, Santa Cruz y Sant Just: 1842 Entre el censo de 1857 y el anterior, crece el término del municipio porque incorpora a 255008 (Alentorn), 255257 (Montmagastre), 255377 (Vall Llebrera) Entre el censo de 1970 y el anterior, este municipio desaparece porque se integra en el municipio 25034 (Artesa de Segre) |

En 2022, la entidad singular de población de Anya tenía empadronados 24 habitantes y el núcleo de población 16 habitantes.